# Robert Goldschmidt

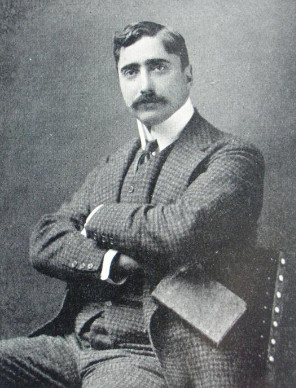
Robert Goldschmidt (1909)

Robert Benedict Goldschmidt (* 4. Mai 1877 in Brüssel; † 28. Mai 1935 in Villeneuve-Loubet) war ein belgischer Physiker und Erfinder.

## Leben

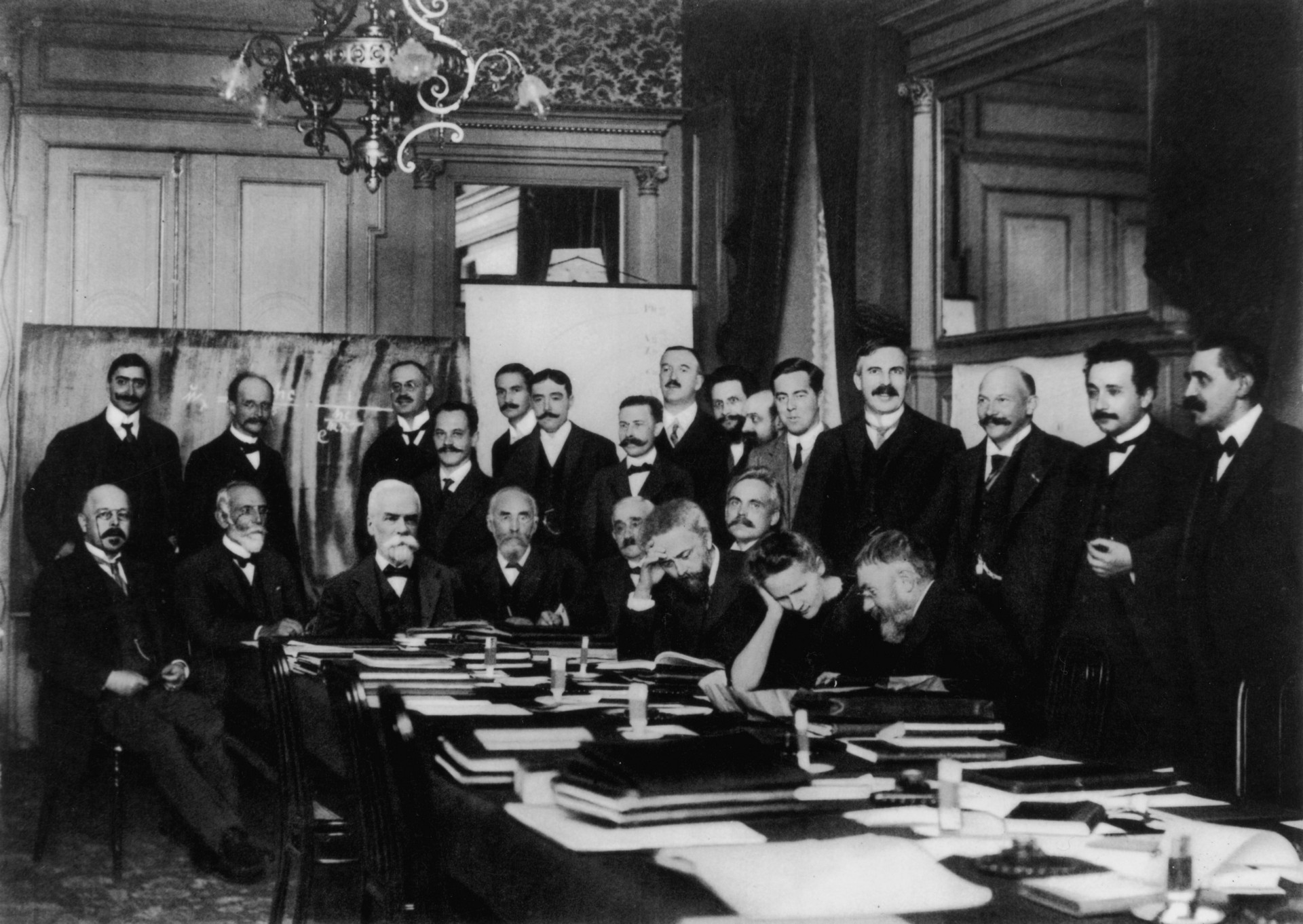
Goldschmidt, stehend, 1. von links, Solvay-Konferenz 1911

Goldschmidt schlug mit Paul Otlet 1906 Mikrofilm für Bibliotheken vor. Er initiierte 1914 regelmäßige Radiokonzerte und 1907 den Bau des Luftschiffs Belgique (zuvor war er schon als Ballonfahrer aktiv). Ebenfalls 1907 schuf er Radioverbindungen vom Brüsseler Justizpalast zur Festung Namur und zum Observatorium in Lüttich. Im Auftrag von König Albert I. errichtete er außerdem weitere Radiostationen in Belgien und im Kongo.
Er nahm an der ersten Solvay-Konferenz 1911 teil und war einer von deren Organisatoren.